# Johann Frantz (Bibliothekar)
Johann Frantz (* 27. Oktober 1859 in Berlin; † 29. Februar 1944 in Friedberg/Hessen) war ein deutscher Bibliothekar.

## Wirken
Johann Frantz studierte Geschichte, Philosophie und Klassische Philologie an der Universität München und promovierte dort 1883 im Bereich Alte Geschichte. Im darauf folgenden Jahr (1884) trat er als wissenschaftlicher Hilfsarbeiter an der Bibliothek der Gehe-Stiftung in Dresden in den Bibliotheksdienst ein. Von 1885 bis 1887 arbeitete er dann an der Universitätsbibliothek Breslau, von 1887 bis 1907 an der Königlichen Bibliothek in Berlin. Im Jahre 1907 wechselte er an die Universitätsbibliothek Kiel, die er dann von 1908 bis zum Eintritt in den Ruhestand 1924 als Direktor leitete. In seine Amtszeit in Kiel fiel u. a. die bauliche Erweiterung des damaligen Gebäudes der Kieler Universitätsbibliothek (1907). Frantz trug den Titel eines Geheimen Regierungsrats.

## Veröffentlichungen
- Die Kriege der Scipionen in Spanien 536–548 a.u.c. Ackermann, München 1883 (Dissertation Universität München) (Digitalisat).
- Verzeichnis der im Lesesaal aufgestellten Handbibliothek. Jungfer, Breslau 1886.
- Ein englischer Bericht über den dreißigjährigen Krieg. In: Beiträge zur Bücherkunde und Philologie. August Wilmanns zum 25. März 1903 gewidmet. Harrassowitz, Leipzig 1903, S. 473–488.